# Episodi di Summer Camp Island - Il campeggio fantastico (prima stagione)
La prima stagione della serie animata Summer Camp Island - Il campeggio fantastico, composta da 40 episodi, è stata trasmessa negli Stati Uniti, da Cartoon Network, dal 7 luglio 2018 al 21 luglio 2019.
In Italia è stata trasmessa dal 6 aprile 2019 su Cartoon Network.
| nº | Titolo originale                   | Titolo italiano                        | Prima TV USA   | Prima TV Italia |
| -- | ---------------------------------- | -------------------------------------- | -------------- | --------------- |
| 1  | The First Day                      | Il primo giorno                        | 7 luglio 2018  | 6 aprile 2019   |
| 2  | Monster Babies                     | Baby mostri                            | 7 luglio 2018  | 7 aprile 2019   |
| 3  | Chocolate Money Badgers            | Sfida all'ultima medaglia              | 7 luglio 2018  | 6 aprile 2019   |
| 4  | Saxophone Come Home                | Uno Yeti per amico                     | 7 luglio 2018  |                 |
| 5  | Pajama Pajimjams                   | Pigiama e Jimmy Jama                   | 7 luglio 2018  |                 |
| 6  | Oscar & Hedgehog's Melody          | Un terremoto musicale                  | 7 luglio 2018  |                 |
| 7  | Feeling Spacey                     | Il pianeta senza emozioni              | 7 luglio 2018  |                 |
| 8  | Ghost the Boy                      | Un bellissimo fantasma                 | 7 luglio 2018  |                 |
| 9  | Computer Vampire                   | Videogioco stregato                    | 7 luglio 2018  | 14 aprile 2019  |
| 10 | The Basketball Liaries             | Bugie da pallacanestro                 | 7 luglio 2018  | 14 aprile 2019  |
| 11 | Popular Banana Split               | Un amore incompatibile                 | 7 luglio 2018  |                 |
| 12 | Time Traveling Quick Pants         | Ritorno al passato                     | 7 luglio 2018  |                 |
| 13 | It's My Party                      | La festa di Susie                      | 7 luglio 2018  |                 |
| 14 | Moon Problems                      | Problemi da Luna                       | 7 luglio 2018  |                 |
| 15 | Monster Visit                      | Essere un vero mostro                  | 7 luglio 2018  |                 |
| 16 | Ice Cream Headache                 | L'occasione alla menta                 | 7 luglio 2018  |                 |
| 17 | Pepper's Blanket Is Missing        | Chi ha rubato la coperta di Pepe?      | 7 luglio 2018  |                 |
| 18 | Hedgehog Werewolf                  | Luna piena e lupi mannari              | 7 luglio 2018  | 7 aprile 2019   |
| 19 | Mr. Softball                       | La ruota delle faccende                | 7 luglio 2018  |                 |
| 20 | Fuzzy Pink Time Babies             | Tempo congelato                        | 7 luglio 2018  |                 |
| 21 | Cosmic Bupkiss                     | La Cosmi cometa                        | 23 giugno 2019 |                 |
| 22 | Radio Silence                      | Il panino di Scricciola                | 23 giugno 2019 |                 |
| 23 | Director's Cut                     | Un documentario sull'isola             | 23 giugno 2019 |                 |
| 24 | The Haunted Campfire               | Fantasmi da falò                       | 23 giugno 2019 |                 |
| 25 | I Heart Heartforde                 | Il dentifricio chiacchierone           | 30 giugno 2019 |                 |
| 26 | Space Invasion                     | Invasione spaziale                     | 30 giugno 2019 |                 |
| 27 | Mom Soon                           | L'approvazione di mamma                | 30 giugno 2019 |                 |
| 28 | Sneeze Guard                       |                                        | 30 giugno 2019 |                 |
| 29 | Susie's Fantastical Scavenger Hunt | Troppo amici                           | 7 luglio 2019  |                 |
| 30 | Mop Forever                        | L'isola di Halloween                   | 7 luglio 2019  |                 |
| 31 | Pajamas Party                      | La festa di pigiama                    | 7 luglio 2019  |                 |
| 32 | The Soundhouse                     | Il farofono                            | 7 luglio 2019  |                 |
| 33 | Puff Paint                         | Il quadro di Oscar                     | 14 luglio 2019 |                 |
| 34 | Susie Appreciation Day             | La vacanza annuale di Susie            | 14 luglio 2019 |                 |
| 35 | Campers Above the Bed              | Il diario segreto di Scricciola        | 14 luglio 2019 |                 |
| 36 | Midnight Quittance                 | Il tempo e la zuppa                    | 14 luglio 2019 |                 |
| 37 | The Great Elf Invention Convention | Il gran convegno di invenzioni elfiche | 21 luglio 2019 |                 |
| 38 | Twelve Angry Hedgehogs             | La gara di scienze                     | 21 luglio 2019 |                 |
| 39 | Spell Crushers                     | La cotta di Scricciola                 | 21 luglio 2019 |                 |
| 40 | The Library                        | Un giorno in biblioteca                | 21 luglio 2019 |                 |